# Quartett zu fünft
Quartett zu fünft ist ein deutscher Spielfilm aus dem DEFA-Studio für Spielfilme von Gerhard Lamprecht aus dem Jahr 1949.

## Handlung
Ein Mann in recht verschlissener Kleidung klingelt an dem kleinen Haus von Anne Treibel, um ihr Papiere ihres verstorbenen Mannes zu bringen, mit dem er gemeinsam im Kriegsgefangenenlager war. Bei dieser Gelegenheit erzählte er ihr, dass er selbst keine Papiere mehr besitzt, da er vor Jahren versehentlich für tot erklärt wurde und jetzt mit der Bürokratie zu kämpfen hat. Seine Frau heiratet, auf Grund des vermuteten Todes, wieder und baut mit ihrem neuen Mann die zerstörte Familiendruckerei wieder auf. Anne Treibel ist von der Geschichte so ergriffen, dass sie für die nächste Zeit dem Druckerei-Ingenieur Martin Bergau die Papiere ihres Mannes zur Verfügung stellt. Zudem lädt sie ihn für den nächsten Sonntag zu Besuch ein.
Während Anne ihren neuen Bekannten verabschiedet, geschieht vor ihrem Haus ein Unfall. Die junge Friseurin Betti Krull wird von einem Lastkraftwagen angefahren. Zu den ersten Helfern gehören die Autowerkstatt-Meisterin Helga Schilling, die Polizistin Irene Gabriel sowie Anne, die mit Hilfe der anderen Frauen, die Verletzte in ihr Haus bringt. Ein hinzu gerufener Arzt will sie ins Krankenhaus einweisen, was Betti jedoch nicht will und deshalb im Haus verbleiben darf. Die Damen verstehen sich so gut, dass sie sich für den nächsten Sonntag zum Kaffee verabreden. Hier erscheint auch Martin, der bei ihnen einen guten Eindruck macht, was besonders Helga nicht erwartet hat. Als er dann einen Anzug von Annes verstorbenen Mann anprobieren und behalten darf, wird er nur noch angehimmelt. Die vier Frauen werden Freundinnen und bewohnen für die nächste Zeit gemeinsam das Haus. Für Martin wird auch ein Raum zur Verfügung gestellt, den er zum Ausspannen benutzen kann.
Als Martin Bergau im Obdachlosenheim, wo er bisher untergebracht war, gekündigt wird, nehmen die Damen ihn auf und Anne meldet ihn bei den zuständigen Behörden als ihren Mann Erich Treibel an. Im Lauf der Zeit verlieben sich alle Vier in ihn. Eines Tages wird er von Helga gebeten, sie zu einem Kunden, der weit außerhalb wohnt, zu begleiten. Dabei gehen sie in einer Gaststätte zum Essen und tanzen auch ein wenig. Hierbei erleidet Martin zum wiederholten Mal einen Herzanfall, der auf eine Kriegsverletzung zurückzuführen ist. Nach ihrer Rückkehr hat er noch eine lange Unterhaltung mit Anne, bei der sich beide ihre Liebe gestehen.
Martin Berger ist jetzt fest davon überzeugt, sich operieren zu lassen und lässt sich bei einem Professor, einem Kunden von Helga Schilling, einen Termin geben. Obwohl die Chancen für einen Erfolg nur bei 1:10 stehen, entschließt er sich für den Eingriff, nur Anne hat Angst. Martin möchte die Operation aber nur unter seinen richtigen Namen durchführen lassen und gibt seine Identität als Erich Treibel wieder ab, was zu Problemen in der Verwaltung des Krankenhauses führt. Dadurch treffen auch Martins ehemalige und seine zukünftige Frau zusammen, die sich aber einigen können, da es für sie kein Problem gibt. Gemeinsam warten das Quartett und die Ex-Frau auf das Ergebnis des Eingriffs. Das Problem ist nur, dass Martin einen Rückfall erleidet und noch eine zweite Operation überstehen muss, die aber gelingt.
Nun steht dem Glück nichts mehr im Weg. Auch Helga Schilling hat ein neues Ziel, denn sie geht als Werksmeisterin nach Görlitz, während sich Irene Gabriel in einen Fotografen verliebt hat, der eine Fotoserie über sie in einer Illustrierten veröffentlichte. Nur die Zukunft der Friseurin Betti Krull, die von einem Lebemann verführt wurde, ist noch ungewiss. Aber auch sie wird ihren Weg finden.

## Produktion und Veröffentlichung
Quartett zu fünft entstand im Atelier Berlin-Johannisthal mit Außenaufnahmen aus Berlin und Umgebung, wurde als Schwarzweißfilm fertiggestellt und hatte seine Premiere am 3. Juni 1949 im Berliner Kino Babylon. In der Bundesrepublik wurde der Film ab dem 6. November 1949 in den Kinos eingesetzt.
Die Dramaturgie lag in den Händen von Hans Vietzke.

## Kritik
Das Neue Deutschland meinte: 

„Von der ebenso unentbehrlichen wie jämmerlich film-malträtierten Figur des Heimkehrers angefangen bis zu dem chlorodontzähnebleckenden, wenn nicht gerade weinenden und Edelmut zerfließenden weiblichen Quartett; das sich um die Huld des Edelings bemüht, ist fast alles in Kino-Utopia im Jahre nirgendwann beheimateter Edelkitsch, der zuweilen, etwa bei der morgendlichen Heimkehr der menjoubärtchen-verführten Friseuse, geradezu Marlittsche Formen annimmt und beim Publikum peinliches Gelächter erregte (peinlich für die Verfasser!).“

Das Lexikon des internationalen Films schreibt, dass der Film spürbar konstruiert und im Dialog geschwätzig ist. Dem schwachen Film gelang es nicht, eine Zeitnähe herzustellen.